# Rhododendron dauricum
Rhododendron dauricum är en ljungväxtart som beskrevs av Carl von Linné. Rhododendron dauricum ingår i släktet rododendron, och familjen ljungväxter. Utöver nominatformen finns också underarten R. d. albiflorum.

## Bildgalleri

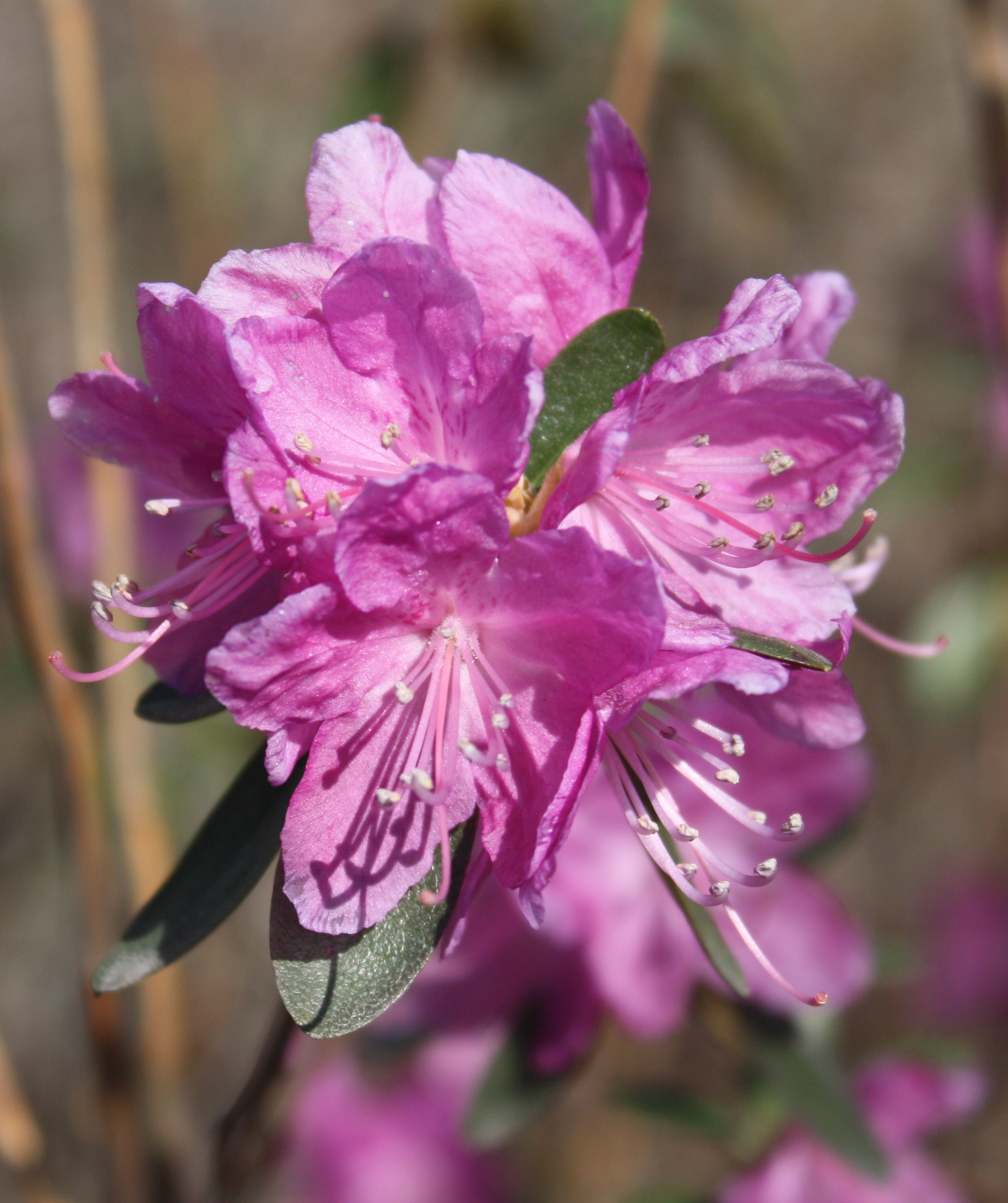
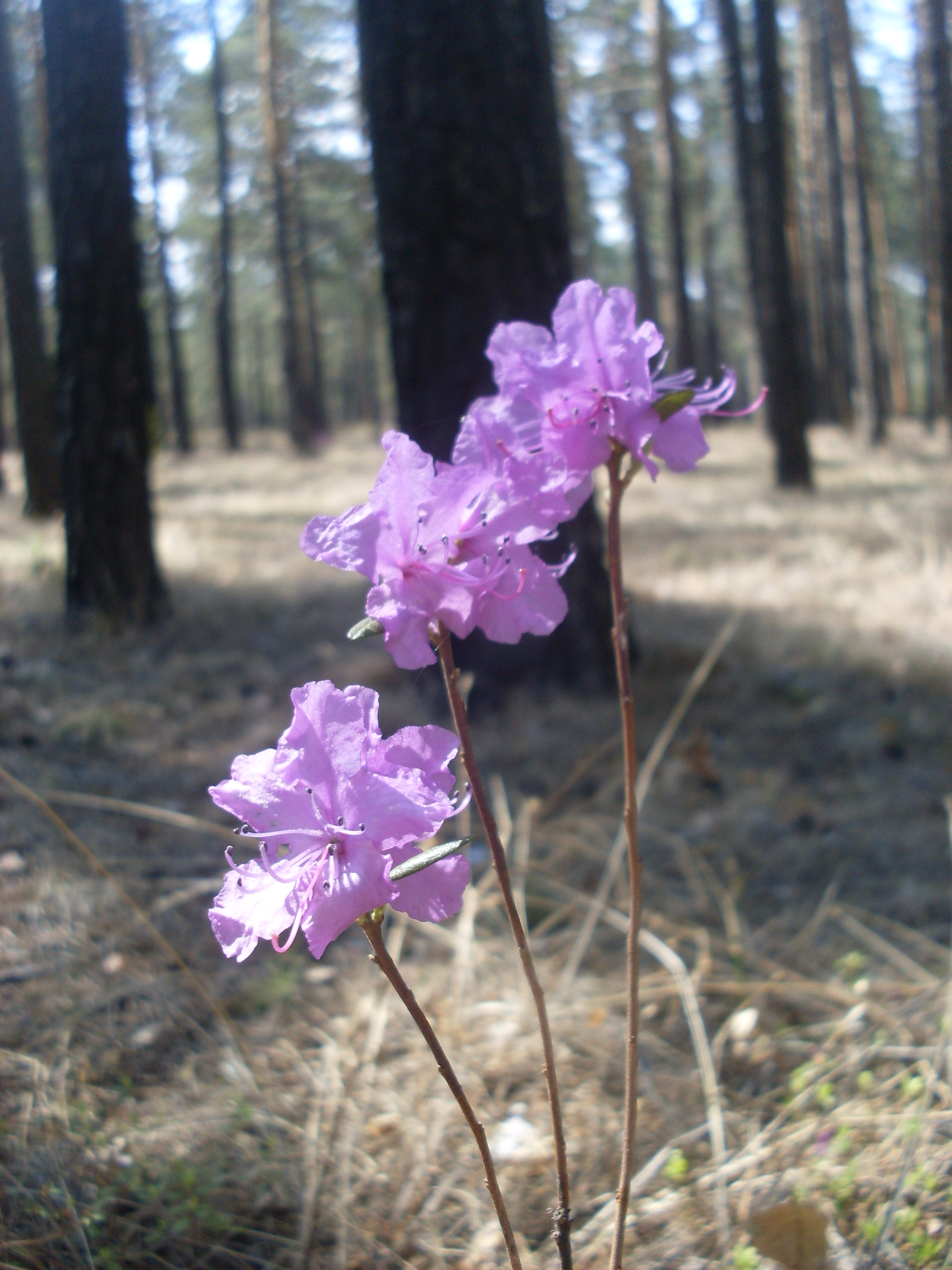
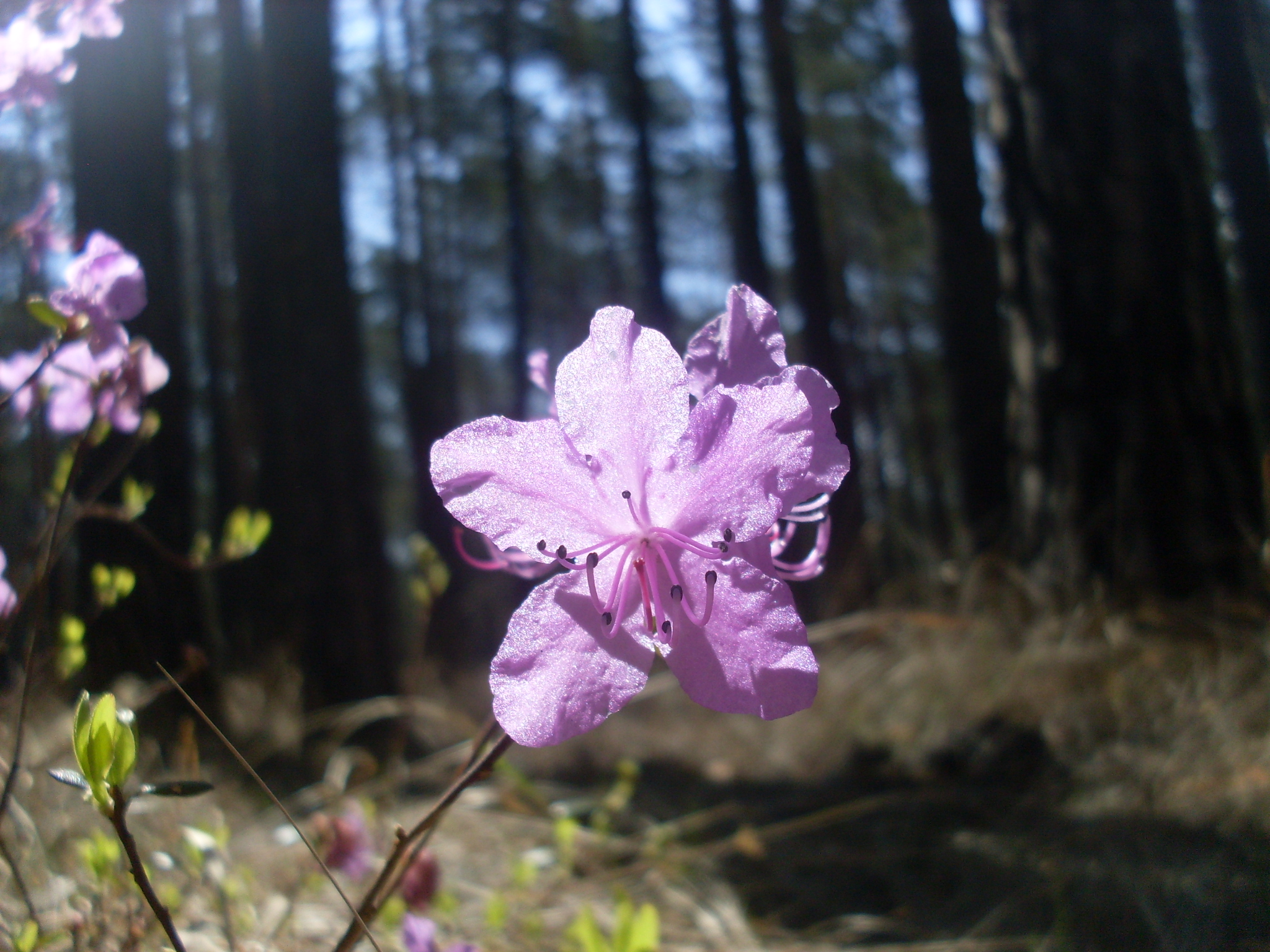
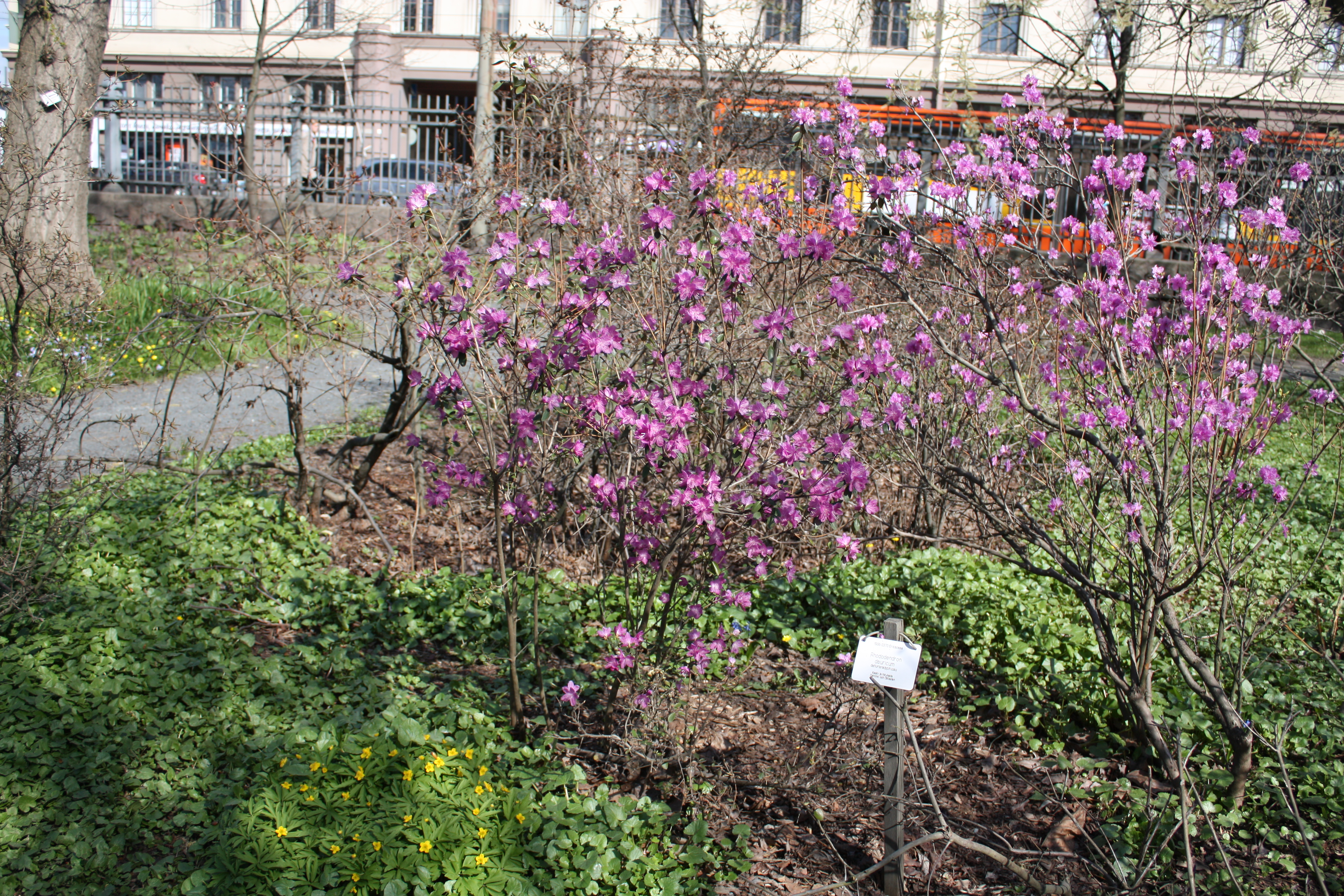
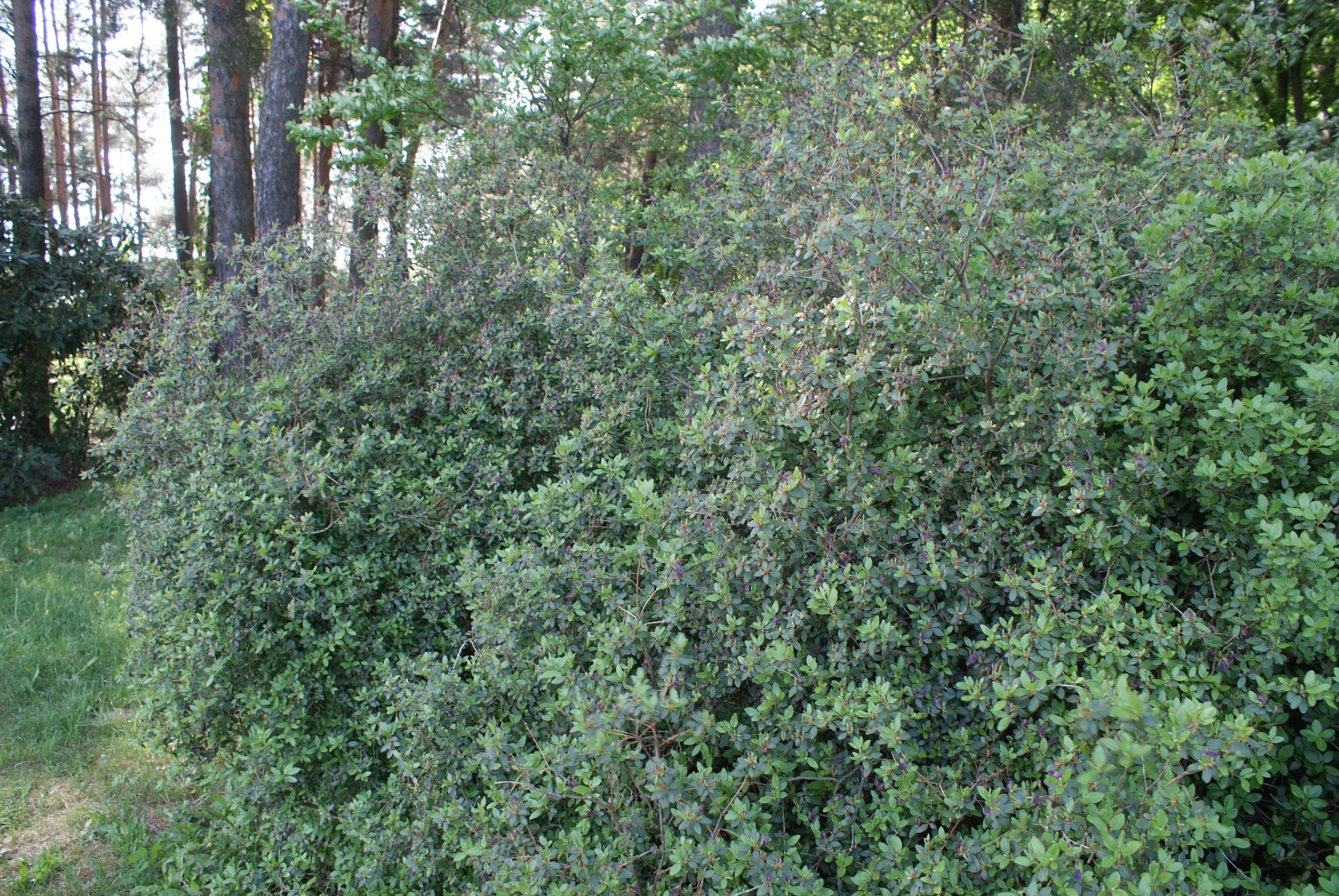
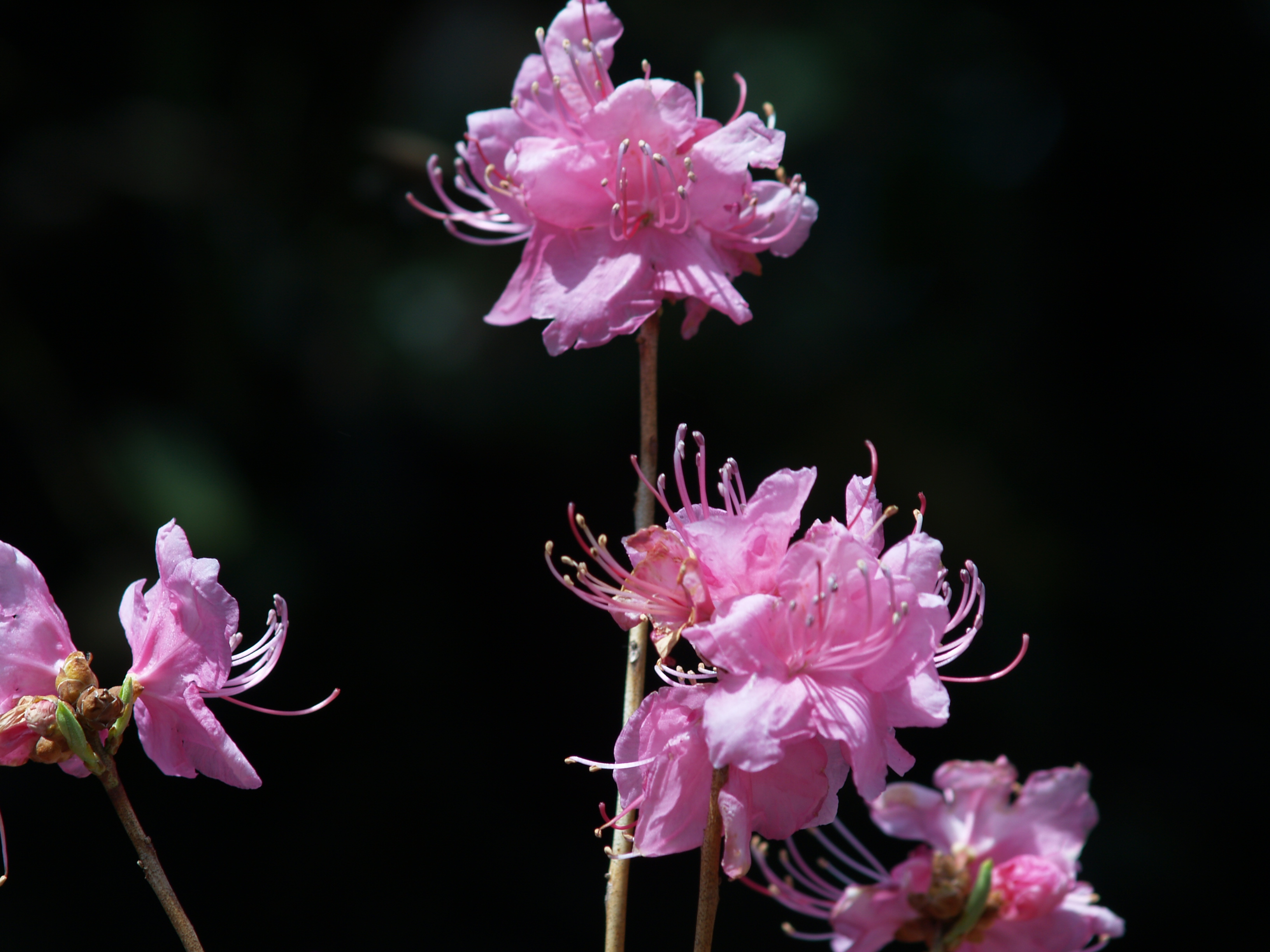